# Égypte aux Jeux olympiques d'été de 1956
L'Égypte fait partie des nations qui ont boycotté les Jeux olympiques d'été de 1956 à Melbourne (Australie) pour protester contre la présence d'Israël aux Jeux olympiques en raison de la crise du canal de Suez, tout comme l'Irak et le Liban. D'autres pays boycotteront également ces jeux pour d'autres raisons.
Toutefois, les épreuves équestres des Jeux ont lieu à Stockholm, en Suède, cinq mois plus tôt du 10 au 17 juin 1956, en raison des règles de quarantaine australiennes, et trois cavaliers égyptiens ont participé aux épreuves de saut d'obstacles.
Aucun des athlètes n'a remporté de médaille individuelle et ils n'ont pas réussi à se classer par équipes, un concurrent n'ayant pas réussi à terminer le tournoi individuel.

## Résultats par événement

### Équitation
| Athlète                                        | Cheval                       | Programme                   | Compétition | Compétition | Compétition | Compétition | Compétition | Compétition |
| Athlète                                        | Cheval                       | Programme                   | 1er tour    | 1er tour    | 2e tour     | 2e tour     | Total       | Total       |
| Athlète                                        | Cheval                       | Programme                   | Pénalités   | Rang        | Pénalités   | Rang        | Total       | Rang        |
| ---------------------------------------------- | ---------------------------- | --------------------------- | ----------- | ----------- | ----------- | ----------- | ----------- | ----------- |
| Gamal Haress                                   | Nefertiti II                 | Saut d'obstacles Individuel | 20,00       | 20e         | 20,00       | 21e         | 40,00       | 21e         |
| Omar El-Hadary                                 | Auer                         | Saut d'obstacles Individuel | 88,50       | 48e         | NC          | NC          | NC          | NC          |
| Mohamed Selim Zaki                             | Inch'Allah                   | Saut d'obstacles Individuel | 16,00       | 12e         | 4,00        | 5e          | 20,00       | 9e          |
| Gamal Haress Omar El-Hadary Mohamed Selim Zaki | Nefertiti II Auer Inch'Allah | Saut d'obstacles par équipe | 124,50      | 12e         | NC          | NC          | NC          | NC          |